# Eduardo Tuma
Eduardo Tuma (São Paulo, 02 de março de 1981) é um professor universitário, advogado, teólogo e político brasileiro, ex-presidente da Câmara Municipal de São Paulo. Eduardo é formado em direito pela FMU/SP, em Teologia pelo IBES/SP, mestre em direito do estado pela PUC/SP, doutor em Filosofia do Direito pela PUC/SP, Pós-doutorando em direito pela Universidade Paris I Panthéon-Sorbonne e doutorando em Filosofia pela PUC/SP, possui extensão universitária pela Universidade de Harvard (Government-Modern Presidential Politics) e especialização em direito tributário pelo FMU/SP, atualmente leciona direito no Centro Universitário das Faculdades Metropolitanas Unidas - FMU/SP e na Universidade Nove de Julho - UNINOVE. Tuma é sobrinho do ex-senador por São Paulo Romeu Tuma. Atualmente é conselheiro do Tribunal de Contas do Município de São Paulo. 

## Biografia
Descendente de sírios, Eduardo Tuma nasceu em São Paulo, no bairro de Cerqueira César e desde cedo "respira" política, seu pai Renato Tuma (1933-2018), foi Secretário de Defesa Social, na gestão do prefeito Jânio Quadros, em 1986, criando durante sua gestão a Guarda Civil Metropolitana, seu tio paterno Romeu Tuma, foi Senador da república por dois mandatos (1995-2002 e 2003-2010), seus primos Romeu Tuma Júnior e Robson Tuma, foram respectivamente deputado estadual e federal representando o estado de São Paulo.

## Trajetória política
Tuma inciou sua própria trajetória na política filando-se ao PSDB, em 2007, saindo candidato a vereador na cidade de São Paulo logo na eleição no ano seguinte, 2008, mas não obtendo sucesso, recebendo naquela eleição 13.668 votos. Aproveitando sua primeira experiência eletiva, segue na vida pública tornando-se assessor técnico parlamentar na Assembleia Legislativa do Estado de São Paulo, até tentar novamente nas eleições de 2012, chegar à uma cadeira na Câmara Municipal de São Paulo e dessa obtendo sucesso e sendo eleito vereador com 28.756 votos, durante seu primeiro mandato foi o vereador que mais apresentou e aprovou proposições. 
Nas eleições municipais de 2016, foi reeleito para Câmara Municipal, com a 5ª maior votação da cidade, recebendo 70.273 votos, mesmo após ser citado em uma gravação como beneficiário de um suposto esquema de corrupção na concessão de alvarás de funcionamento a comércios da capital, na qual o vereador justificou ao TSE (Tribunal Superior Eleitoral), ter pago do próprio bolso R$ 672 mil para investir em sua campanha de reeleição.  No ano de 2017 foi eleito por seus pares para vice-presidente da Câmara Municipal de São Paulo e reeleito no ano de 2018.   Disputou a reeleição para vereança, nas eleições de 2020, sendo reeleito com 40.270 votos.  

### Secretário Chefe da Casa Civil
Em abril de 2018, foi escolhido pelo recém empossado prefeito Bruno Covas, para comandar a Secretaria Municipal da Casa Civil, substituindo o próprio Bruno Covas, que ocupava o cargo durante a gestão do ex-prefeito João Dória,  sendo responsável pela articulação política da prefeitura com os governos federal e estadual.  Se licenciou do cago de vereador, assumindo em seu lugar o terceiro suplente da coligação "PSDB/PSB/PP/DEM" Quito Formiga (PSDB).
Deixou a Casa Civil em novembro, para candidatar-se ao cargo de presidente da Câmara Municipal, na eleições que ocorreram em 15 de dezembro, retornando para o seu mandato de vereador. 

### Presidente da Câmara Municipal de São Paulo
Em 15 de dezembro de 2018, é eleito com 51 votos, para presidência da Câmara Municipal, derrotando o vereador Fernando Holiday (DEM), que recebeu 1 voto, houve ainda 1 abstenção e 2 ausências, tomando posse em 01 de janeiro de 2019. 

### Prefeito de São Paulo (interino)
Durante a licença do prefeito Bruno Covas, assumiu a prefeitura de São Paulo, comandando a maior metrópole da América Latina, de 09 de março de 2019 á 15 de março de 2019. 

### Conselheiro do Tribunal de Contas de São Paulo
Em 09 de dezembro de 2020 teve seu nome aprovado pela Câmara Municipal de São Paulo, para ocupar o cargo de conselheiro no tribunal de contas municipal, substituindo o conselheiro Edson Simões, que se aposentará, sua indicação foi aprovada pelos 50 vereadores presentes, apresentando sua carta de renuncia em 10 de dezembro de 2020, ao então presidente em exercício Milton Leite. 

## Projetos de Lei
- PL 01-00865/2017: Inclui no calendário de eventos da cidade de São Paulo o Festival Internacional de Música do Centro Universitário Adventista de São Paulo- MUNASP.
- PL 01-00640/2017: Inclui no calendário de eventos da cidade de São Paulo a Festa Junina da Esperança
- PL 01-00640/2017: Inclui no calendário de eventos da cidade de São Paulo o Dia Advogado Criminalista, a ser comemorado, anualmente no dia 2 de dezembro
- PL 01-00546-2017: O prazo de concessão administrativa da área municipal, situada na Avenida Marquês de São Vicente, para instalação de centro esportivo, passa a ser de 90 anos.
- PL 01-00022/2017: Acrescenta à denominação da Ponte das Bandeiras o nome "Senador Romeu Tuma"
- PL 01-00294/2016: Inclui no calendário de eventos da cidade de São Paulo o Dia do Capitalismo Humanista
- PL 01-00507/2015: Instituir o Dia do Discipulador
- PL 01-00473/2014: Cria o Programa de Prevenção ao Câncer de Pele a ser realizado anualmente no mês de novembro
- PL 01-00428/2014: Institui o Dia de Pentecostes
- PL 01-00303/2014: Inclui no calendário de eventos da cidade de São Paulo o Dia do Jovem Paulistano
- PL 01-00136/2014: Cria a Semana de Educação Socioambiental
- PL 01-00128/2014: Inclui no calendário de eventos da cidade de São Paulo o Dia do Veto
- PL 01-00091/2014: Inclui no calendário de eventos da cidade de São Paulo o dia do Fórum Evangélico Nacional de Ação Social
- PL 01-00090/2014: Fica criada a Semana Sociocultural Cristã
- PL 00079/2014: Institui o Dia do Torcedor da idade de São Paulo
- PL 01-00046/2014: Inclui no calendário de eventos da cidade de São Paulo o Dia do Arraial do Remanescente
- PL 01-00900/2013: Inclui no calendário de eventos da cidade de São Paulo o “Dia da Marcha para Jesus em Perus”
- PL 01-00608/2013: Estabelece a Semana Educativa de Combate aos Crimes de Internet
- PL 01-00532/2013: Institui o Programa “Casa Paulistana”
- PL 01-00316/2013: Cria a Semana Municipal de Enfrentamento ao Abuso e Exploração Sexual Infanto-Juvenil
- PL 01-00307/2013: Dispõe sobre a utilização de softwares livres em computadores utilizados pelos estabelecimentos públicos
- PL 00106/2013: Institui o Dia do Policial Militar
- PL 01-00265/2012 : Estabelece diretrizes para a Política Municipal sobre a utilização da Língua Brasileira de Sinais - LIBRAS